# Goldenke
Die Goldenke ist ein 4 Kilometer langer Nebenfluss der Sieber, nördlich der Ortschaft Sieber im Landkreis Göttingen in Niedersachsen. Sie entspringt auf 800 Meter Höhe in der Nähe der Hanskühnenburg beim Höhenzug „Auf dem Acker“, an der „Goldenkerklippe“, fließt meistens in südliche Richtung und mündet in dem Ort Sieber in die Sieber.
Der Name ist eine Verkürzung von *Golden-beke (='goldener/goldfarbener Bach').